# Serrières-de-Briord
Serrières-de-Briord település Franciaországban, Ain megyében. Lakosainak száma 1329 fő (2022. január 1.). Serrières-de-Briord Bénonces, Montagnieu, Villebois, Bouvesse-Quirieu és Montalieu-Vercieu községekkel határos.

## Népesség
A település népessége az elmúlt években az alábbi módon változott:
| Lakosok száma | 773  | 825  | 834  | 1073 | 1294 | 1278 | 1264 | 1295 | 1310 | 1329 |
|               | 1968 | 1982 | 1990 | 2006 | 2013 | 2015 | 2017 | 2019 | 2020 | 2022 |